# Скайлэб
Скайлэб (англ. Skylab, от англ. sky laboratory (дословно — «небесная лаборатория»)) — первая и единственная национальная орбитальная станция США, предназначенная для технологических, астрофизических, медико-биологических исследований, а также для наблюдения Земли. Запущена 14 мая 1973 года, приняла три экспедиции на кораблях «Аполлон» с мая 1973 по февраль 1974 года, 11 июля 1979 года вошла в атмосферу Земли и сгорела.
Длина — 24,6 м, максимальный диаметр — 6,6 м, масса — 77 т, внутренний объём — 352,4 м³. Высота орбиты — 434—437 км (перигей-апогей), наклонение — 50°.
Массо-габаритные параметры (в том числе полезный объём) станции «Скайлэб» значительно превышали характеристики советских орбитальных станций серий ДОС-«Салют» и ОПС-«Алмаз». Также американская станция стала первой, где экипажи работали многократно, и первой была оснащена двумя стыковочными узлами (хотя второй использован не был).

## История создания
Первые проекты орбитальных станций стали появляться в СССР и в США с конца 1950-х годов. Одним из самых распространённых вариантов была переделка верхней ступени ракеты-носителя в полноценную орбитальную станцию. В частности, в 1963 году ВВС США предложили разрабатывавшийся некоторое время, но так и не осуществлённый проект военной разведывательной станции Manned Orbiting Laboratory (MOL) на основе верхней ступени ракеты «Аджена». Примерно в то же время фон Брауном была представлена концепция «Практического применения программы „Аполлон“», где среди прочего предполагалось использовать верхнюю ступень ракеты Сатурн 1B в качестве жилого объёма орбитальной станции. Фактически станция выступала в двух ипостасях — сначала выводила себя на орбиту как ракетная ступень, затем освободившийся бак жидкого водорода дооснащался, и ступень превращалась в орбитальную станцию. Предусматривалось наличие стыковочного узла, солнечных батарей и другого оборудования. Проект под рабочим названием «Orbital Workshop» нашёл поддержку руководства НАСА и начал осуществляться.
Серьёзное урезание космического бюджета в начале 1970-х годов заставило НАСА пересмотреть свои программы. Значительному количественному сокращению подверглась и программа орбитальных станций. С другой стороны, после отмены лунных экспедиций Аполлон-18, −19, −20 в распоряжении НАСА остался запас сверхтяжёлых ракет Сатурн-5, которые легко могли вывести полностью оснащённую орбитальную станцию, а значит, половинчатый вариант с дооборудованием водородного бака становился ненужным.
Окончательный вариант обитаемой космической станции на околоземной орбите получил имя «Skylab» — «Небесная лаборатория».

### Задействованные структуры
Общее руководство проектом осуществлялось Космическим центром имени Маршалла, Хантсвилл, Алабама.
В изготовлении узлов и агрегатов станции были задействованы следующие коммерческие структуры:
- Универсальный стыковочный узел, интеграция полезной нагрузки — Martin-Marietta Corp., Денвер, Колорадо;
- Шлюзовой отсек — McDonnell Douglas Astronautics Co., Eastern Division, Сент-Луис, Миссури;
- Командно-обслуживающий модуль — Rockwell International Corp., Space Division, Дауни, Калифорния;
- Система пространственной ориентации — Perkin-Elmer Corp.[англ.], Норуолк, Коннектикут;
- Управляющий гироскоп — Bendix Corp., Тетерборо, Нью-Джерси;
- Электронные вычислительные устройства, блок измерительных приборов — IBM Corp., Хантсвилл, Алабама;
- Научно-техническое оборудование для атмосферных экспериментов — American Science & Engineering, Inc.[англ.], Бостон, Массачусетс; Ball Brothers Research Corp., Боулдер, Колорадо;
- Двигательная установка — Rockwell International Corp., Rocketdyne Division, Канога-Парк, Калифорния;
- Ступень S-IB — Chrysler Corp., Michoud Assembly Facility[англ.], Мишу, Луизиана;
- Ступень S-IC — Boeing Co., Michoud Assembly Facility, Мишу, Луизиана;
- Ступень S-II — Rockwell International Corp., Satellite Systems Division, Сил-Бич, Калифорния;
- Ступень S-IVB (орбитальная станция) — McDonnell Douglas Astronautics Co., Хантингтон-Бич, Калифорния;
- Наземное оборудование — General Electric Co., Хантсвилл, Алабама.

Всего, к работам по обслуживанию станции после запуска было привлечено до 23 тыс. работников всех специальностей в периоды пиковой нагрузки, пришедшейся на середину 1973 года. (по мере снижения объёма работы количество привлечённой рабочей силы планомерно сокращалось до 3 тыс. человек в конце 1974 года.).

## Конструкция
Скайлэб была построена на основе корпуса верхней ступени ракеты Сатурн-1Б. Корпус был покрыт теплоизоляцией, внутреннее пространство баков было приспособлено для жизни и научных исследований.
В верхней части корпуса были установлены отсек оборудования, шлюзовая камера с основным осевым и резервным боковым стыковочным узлами длиной 5,28 м и диаметром 3,0 м, к которой прикреплен массивный отсек астрофизических научных приборов ATM (Apollo Telescope Mount). После выхода на орбиту ATM поворачивался на 90°, открывая доступ к осевому стыковочному узлу.
Пустой водородный бак ступени образует орбитальный блок станции внутренним диаметром 6,6 м, разгороженный решетчатыми перегородками на лабораторный (ЛО) и бытовой (БО) отсеки и высотой 6 м и 2 м. Кислородный бак служит для сбора отходов. ЛО служит для проведения научных экспериментов, БО — для отдыха, приготовления и приёма пищи, сна и личной гигиены. Все необходимое для деятельности трёх экипажей находится на «Скайлэб» во время её запуска: 907 кг продуктов и 2722 л питьевой воды.
Система электроснабжения станции состоит из шести панелей солнечных батарей (СБ): основных, развертывающихся на корпусе в виде двух больших крыльев, и четырёх раскрывающихся крестообразно на блоке АТМ.
Внешняя длина комплекса «Скайлэб» с пристыкованным к ней кораблем «Аполлон» — 36 м, масса — 91,1 т. В жилых отсеках общим объёмом 352,4 м³ поддерживается искусственная кислородно-азотная атмосфера (26 % азота и 74 % кислорода) давлением 0,35 атм и температурой +21…+32 °C.
«Скайлэб» имела огромный внутренний объём, предоставляя практически неограниченную свободу передвижений, например легко можно было прыгать от стенки к стенке во время занятий гимнастикой. Астронавты находили бытовые условия обитания на станции весьма комфортными: в частности, там был установлен душ. Имелся и специализированный туалет — шкаф размерами с автомат для продажи газированной воды с тремя мочеприёмниками, который делал автоматический анализ мочи; для удобства фиксации тела перед ним к полу были прикреплены шлёпанцы. Вода не регенерировалась. Каждый астронавт располагал небольшим отдельным отсеком-каютой — нишей с закрывающейся шторкой, где было спальное место и ящик для личных вещей.

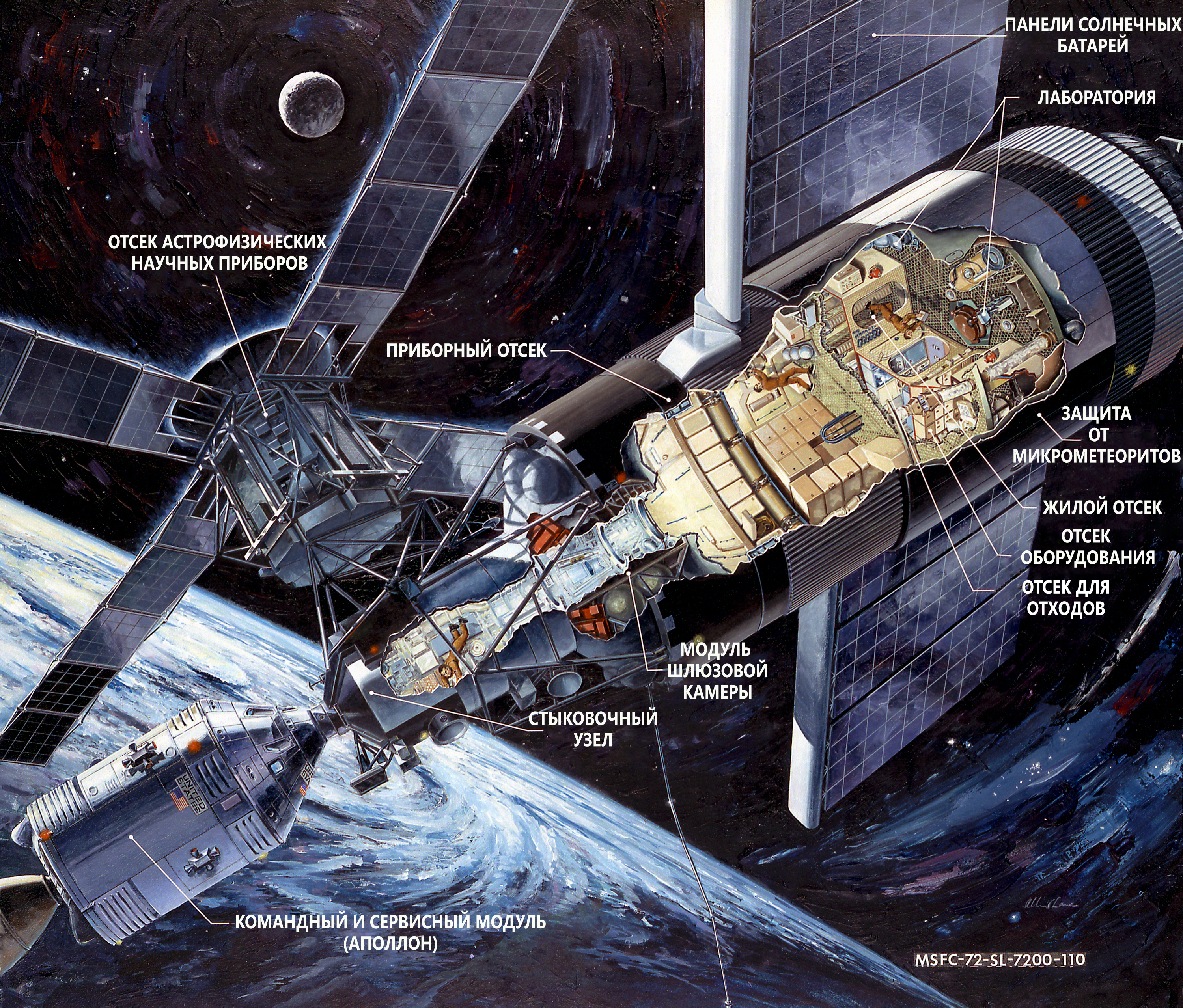
Схематическое изображение «Скайлэб» в разрезе, дающее представление о размерах станции. Слева — пристыкованный транспортный корабль «Аполлон»
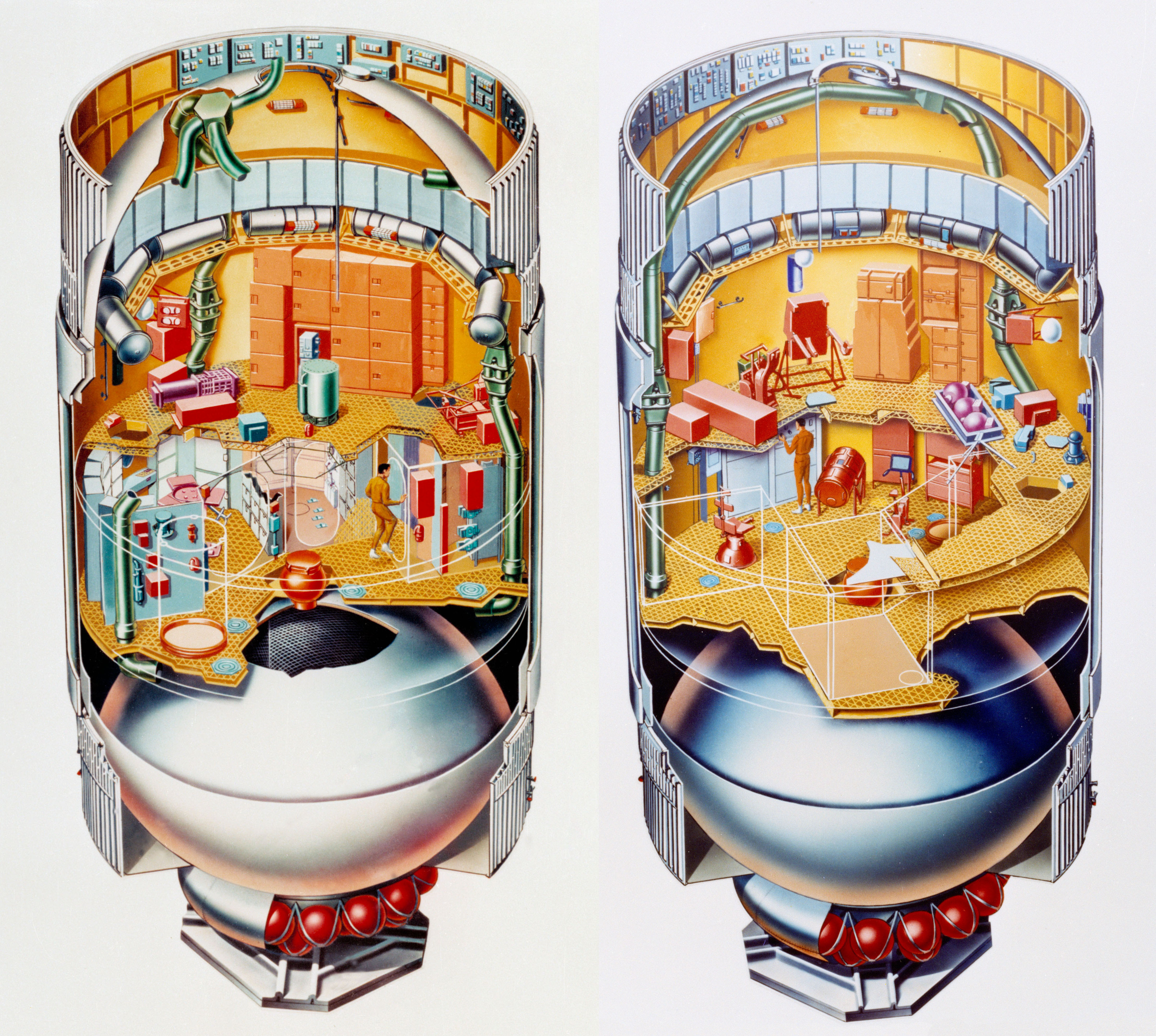
Схема внутреннего объёма в разрезе
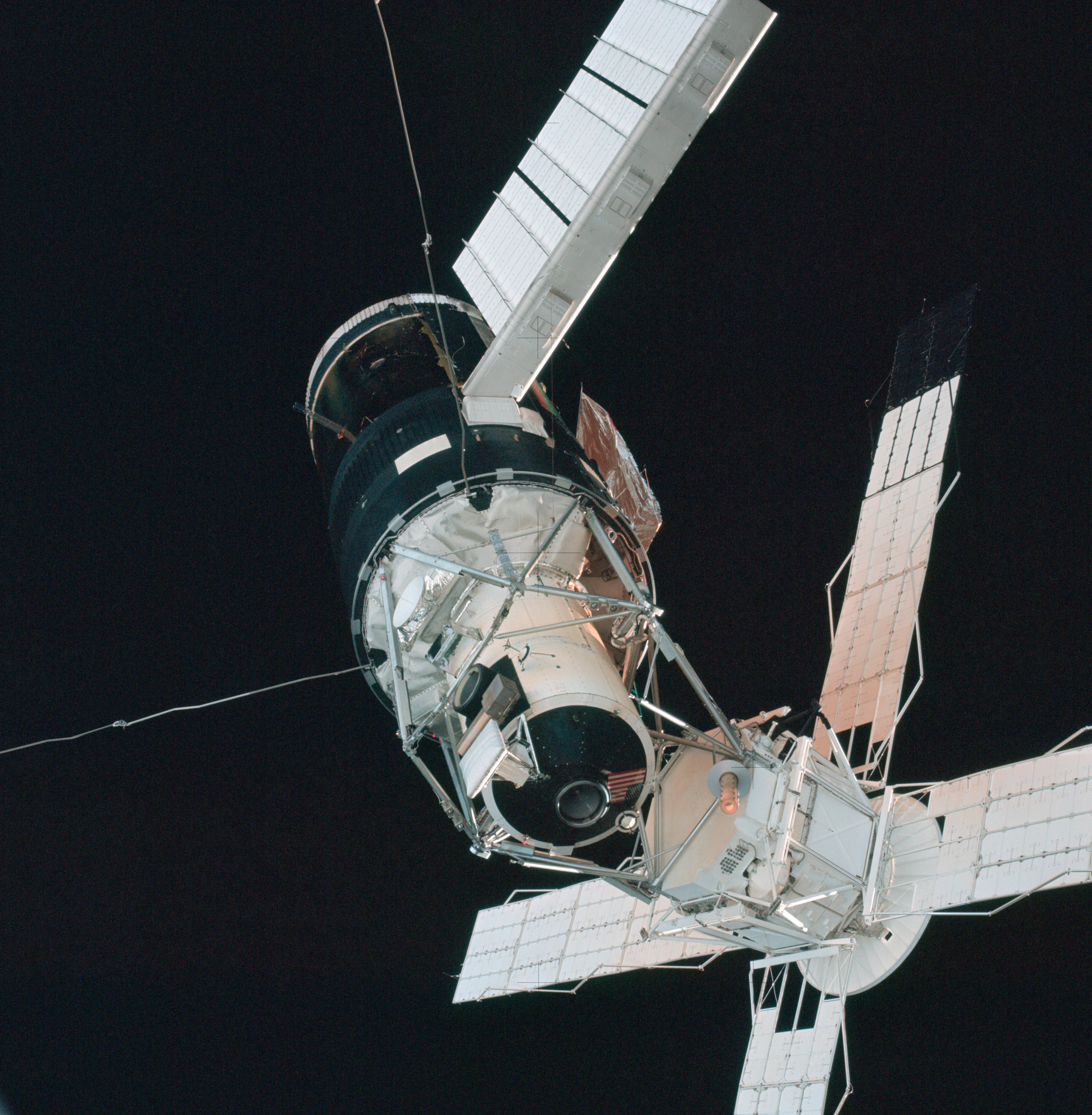
Вид в полёте спереди на шлюзовую камеру с основным стыковочным узлом и отсек ATM
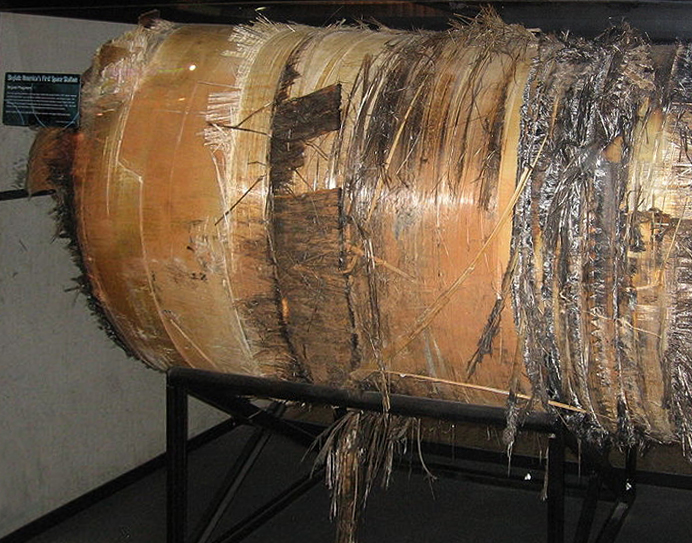
Фрагмент кислородного бака массой около 1200 кг, найденный в 480 километрах восточнее Перта, Австралия

## Запуск «Скайлэб»

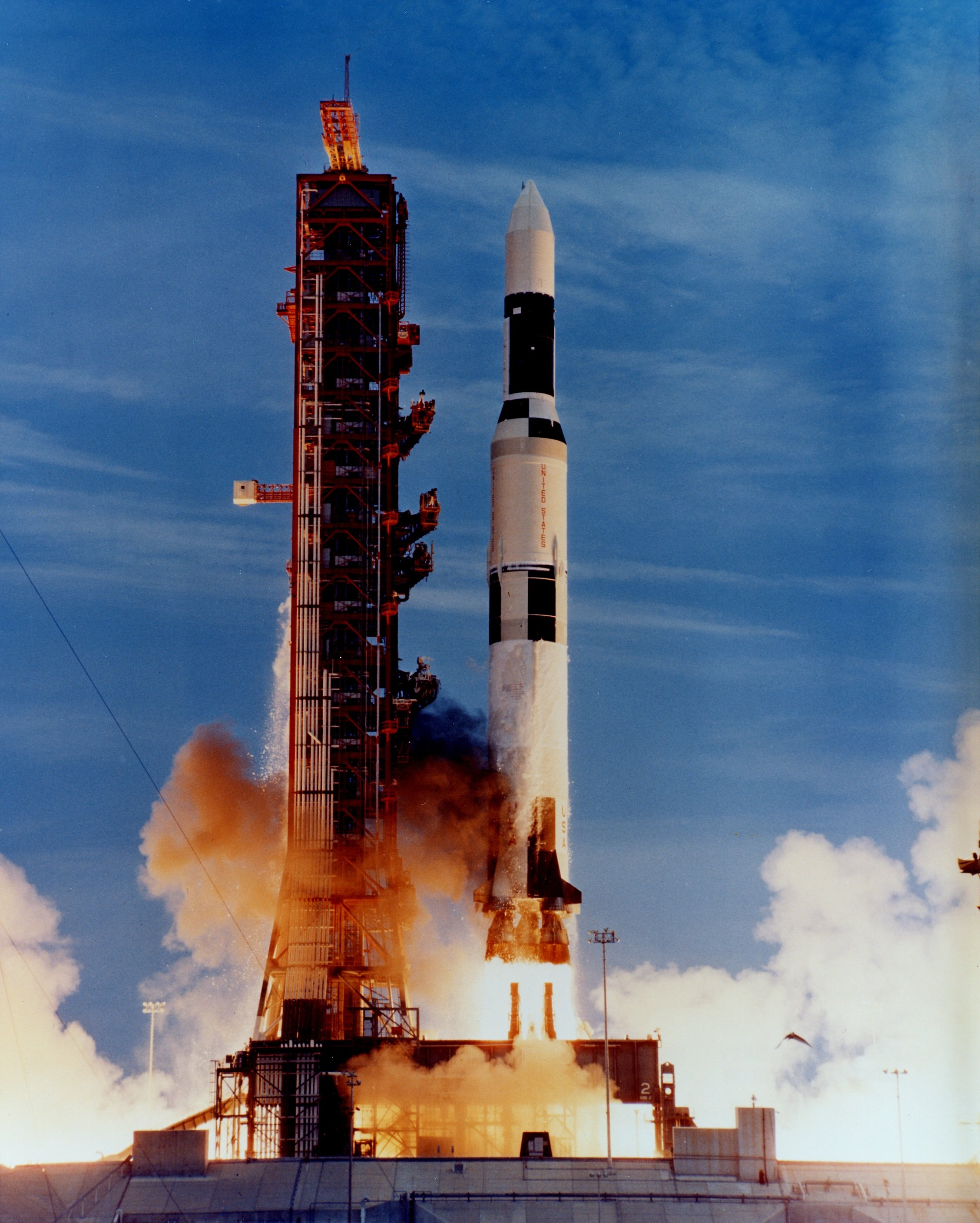
Запуск станции «Скайлэб» ракетой-носителем Сатурн-5

Американская ОС «Скайлэб» была запущена в 17:30 UTC 14 мая 1973 г. ракетой «Сатурн-5», а спустя сутки ракетой Сатурн-1Б на станцию должна была отправиться первая экспедиция в составе командира — Чарлза Конрада, пилота CM — Пола Уайтца и врача Джозефа Кервина.
«Скайлэб» вышла на почти круговую орбиту высотой 435 км, раскрылись солнечные батареи на ATM, однако одна СБ на корпусе станции не раскрылась, а другая оторвалась. Как показало расследование, при выведении со станции сорвало теплоизолирующий экран (выполнявший также функцию защиты от метеоритов:32), который вырвал одну СБ и заклинил другую. Вскоре на станции стала катастрофически нарастать температура, достигнув внутри +38 °C, а на внешней стороне +80 °C. «Скайлэб» осталась без электроснабжения и терморегулирования, и эксплуатация её была практически невозможна. Для разрешения ситуации было решено доставить на станцию замену экрану — своеобразный «зонтик», полотнище, натянутое на 4 раздвигающиеся спицы. «Зонтик» был в кратчайшие сроки изготовлен и уже 25 мая отправился на станцию вместе с первой экспедицией.

## Экспедиции на «Скайлэб»

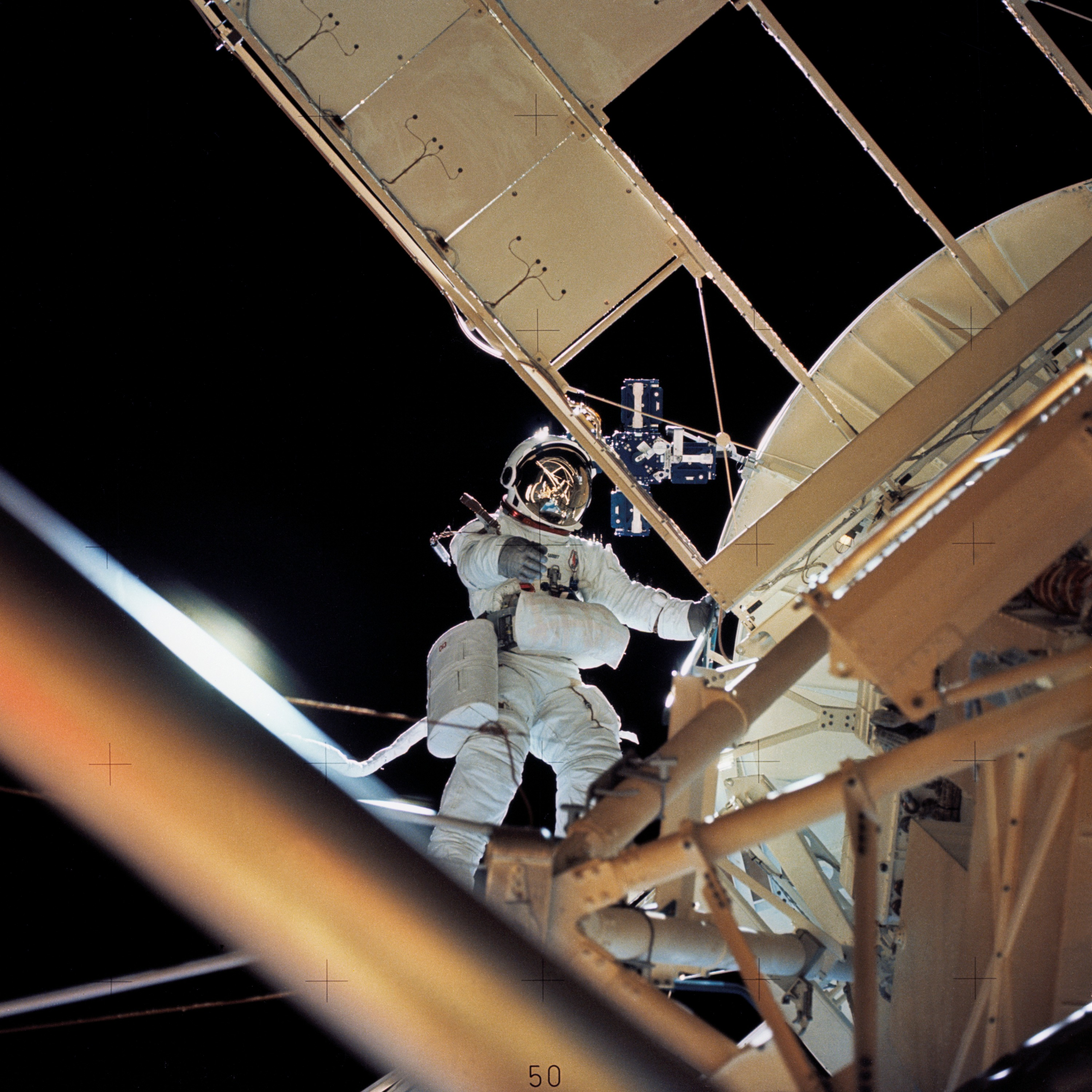
Выход в открытый космос (полёт Скайлэб-3)

В общей сложности на станции побывали три экспедиции. Основной задачей экспедиций было изучение адаптации человека к условиям невесомости и проведение научных экспериментов.
Поскольку сам запуск станции имел обозначение SL-1 («Скайлэб-1»), три пилотируемых полёта имели номера 2, 3 и 4.
Первая экспедиция SL-2 («Скайлэб-2») (Чарльз Конрад, Пол Уайтц и Джозеф Кервин) продлилась 28 суток (25.05.1973 — 22.06.1973) и носила не столько научный, сколько ремонтный характер. В ходе нескольких выходов в космос астронавты раскрыли заклинившую солнечную батарею и восстановили терморегуляцию станции с помощью установленного теплозащитного «зонтика».
Вторая экспедиция SL-3 («Скайлэб-3») (Алан Бин, Джек Лаусма и Оуэн Гэрриотт) продлилась 59 суток (28.07.1973 — 25.09.1973). В ходе выхода в открытый космос установлен второй теплоизолирующий экран, были также проведены операции, связанные с заменой гироскопов:36-38.
Третья и последняя экспедиция SL-4 («Скайлэб-4») (Джералд Карр, Эдвард Гибсон и Уильям Поуг) продлилась 84 дня (16.11.1973 — 08.02.1974). Карр, Гибсон и Поуг стали первыми астронавтами, которые встретили Новый год в космосе. Во время миссии на станции прошёл однодневный мятеж, когда команда самовольно прервала связь с центром управления полетом и отдыхала в течение дня. В ходе выхода в открытый космос был исправлен радар для изучения земных природных богатств:39.
Несмотря на многочисленные трудности, экспедициями на «Скайлэб» было проведено огромное количество биологических, технических и астрофизических экспериментов. Наиболее важными были телескопические наблюдения Солнца в рентгеновском и ультрафиолетовом диапазонах, было заснято множество вспышек, открыты корональные дыры. Выходы в открытый космос во время экспедиций включали регулярную смену плёнки астрономических инструментов, установленных на внешней стороне станции:39.
Каждая экспедиция ставила рекорд продолжительности пребывания человека в космосе. Первая экспедиция длительностью 28 дней побила рекорд — 23 дня провели космонавты миссии Союза-11 — Г. Добровольский, В. Пацаев, В. Волков на орбитальной станции «Салют-1». Рекорд последней экспедиции — 84 дня был побит космонавтами Ю. Романенко и Г. Гречко в 1978 году на «Салюте-6» — 96 дней.
Пролёты станции можно было наблюдать невооруженным глазом на фоне вечернего или утреннего неба. Графики наблюдения публиковались в средствах массовой информации.
В 1974 году на советской станции «Салют-3» Павлом Поповичем по целеуказаниям с Земли был впервые в истории космонавтики проведён эксперимент по оптическому обнаружению «Скайлэб» с помощью бортового прибора «Сокол». Этот результат послужил основой для диссертационной работы Павла Поповича.
Полная стоимость программы «Скайлэб» составила около 3 млрд $ в ценах того времени.

## Дальнейшая работа станции

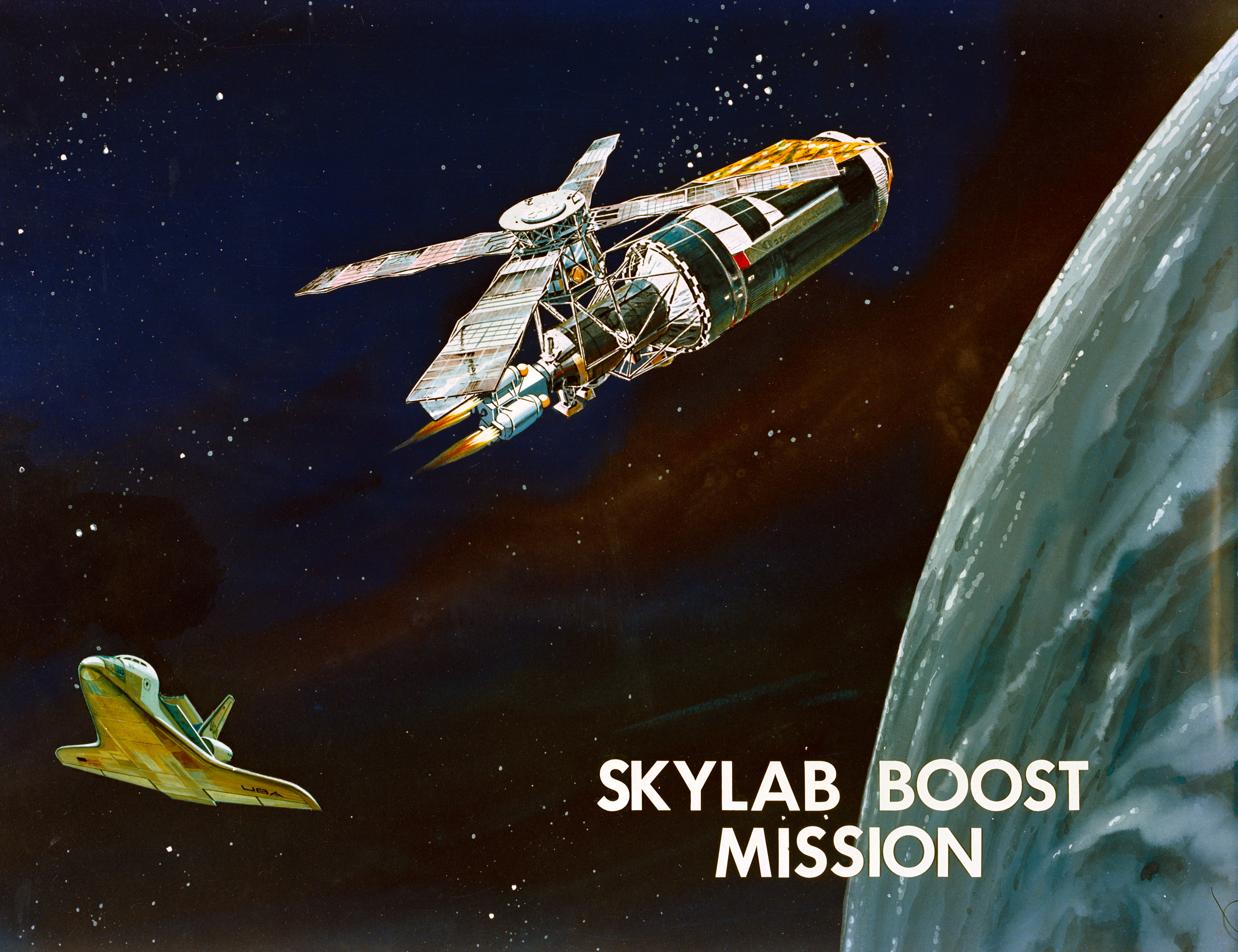
Предполагавшаяся подъёмная миссия с Шаттлом

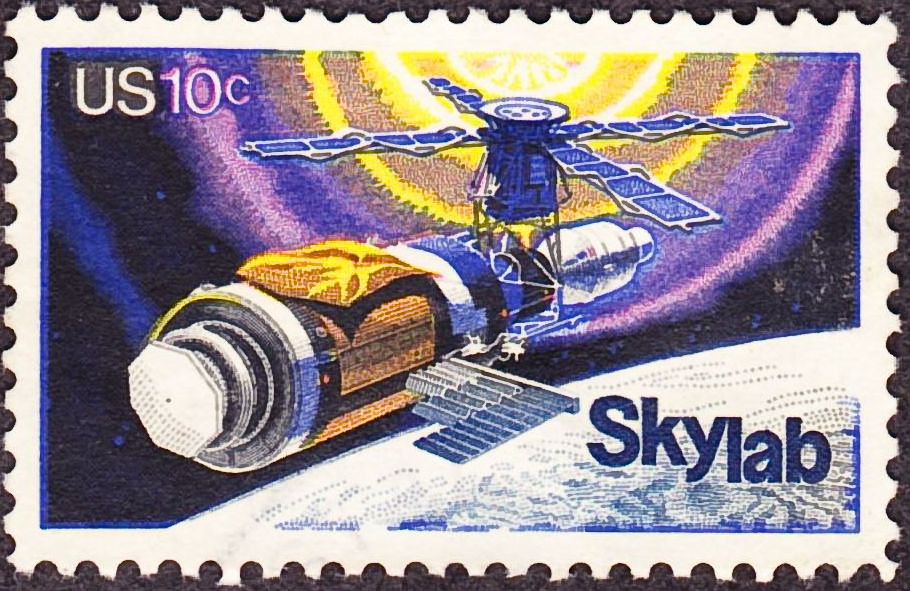
Посвящённая «Скайлэб» марка США 1974 г.

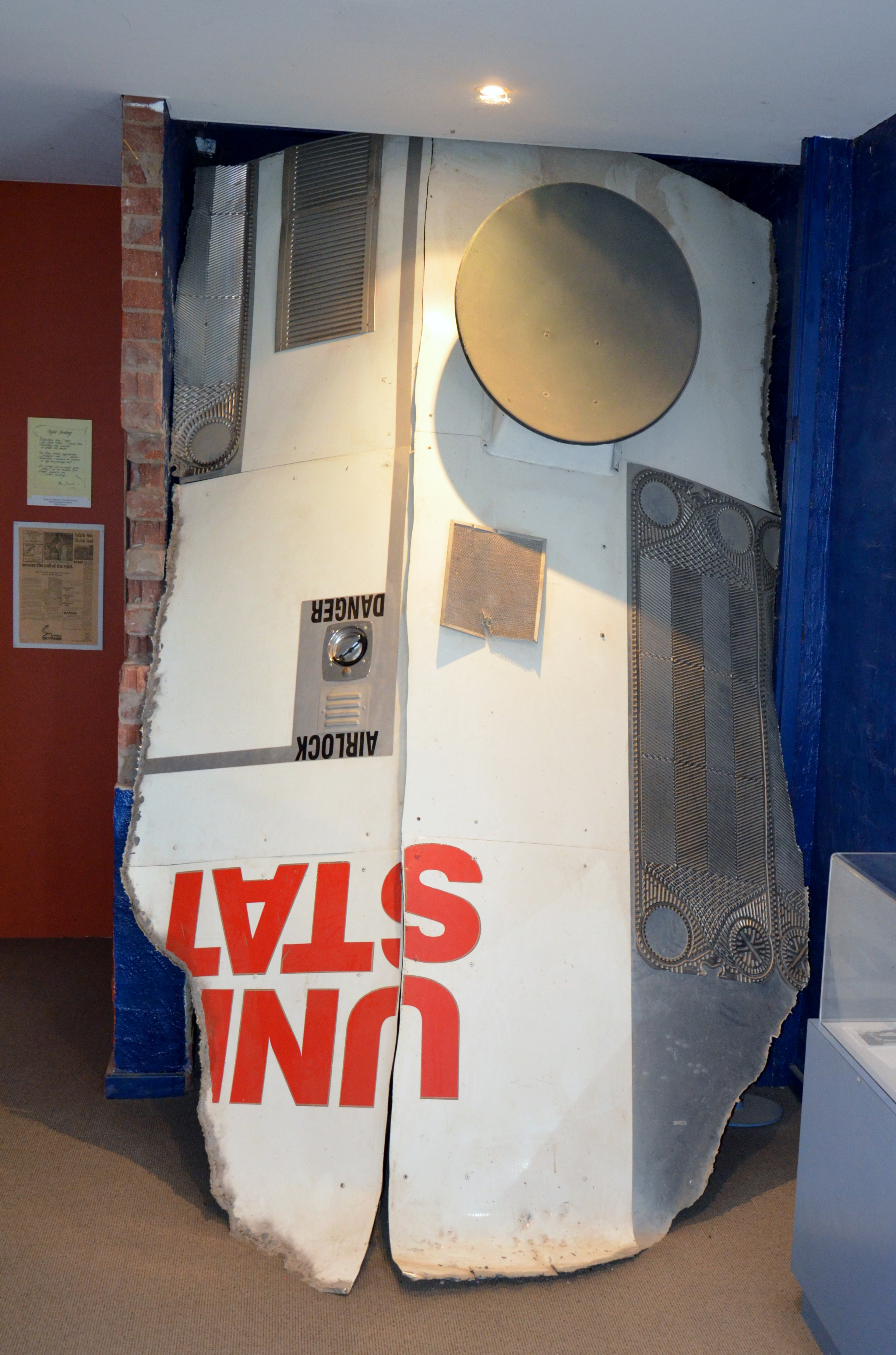
Фрагмент внешней обшивки станции в музее города Балладония, Западная Австралия

Больше экспедиций на станцию не было. Так как ракета Сатурн-5 была снята с производства, подобную тяжёлую и объёмистую станцию в ближайшие годы выводить в космос было нечем. Потому учёным хотелось сохранить «Скайлэб» для дальнейшего использования. Предлагался 20-дневный полёт SL-5 Скайлэб-5 для научных экспериментов и некоторого поднятия орбиты станции. Обсуждались способы сохранить «Скайлэб» до начала полётов многоразовых кораблей Спейс Шаттл, после чего эксплуатировать не менее 5 лет. Программа «Скайлэб-Шаттл» предусматривала один полёт для существенного поднятия орбиты с помощью доставляемого шаттлом двигательного модуля, два полёта экспедиций восстановления с доставкой нового стыковочного узла в первом, а затем регулярные многомесячные экспедиции с доведением экипажа на станции до шести-восьми человек, пристыковкой нового большого шлюзового модуля, других модулей (в том числе несвободнолетящих шаттловских лабораторий Спейслэб) и ферм, а также, возможно, дооснащаемого оборудованием отработавшего внешнего бака системы Шаттл большего размера. После полёта ЭПАС (Союз-Аполлон) было даже предложение создать комплекс Скайлэб-Салют. Однако окончательного решения о финансировании так и не было принято.
Тем временем возросшая солнечная активность привела к некоторому увеличению плотности атмосферы на высоте орбиты «Скайлэб», снижение станции ускорилось. Подъём станции на более высокую орбиту был невозможен, так как у неё не было собственного двигателя (подъём орбиты осуществлялся только двигателями пристыкованных КК «Аполлон», в которых на станцию прибывали экипажи). Центр управления полётом сориентировал станцию на вход в атмосферу в 16:37 по Гринвичу 11 июля 1979 года. Районом затопления станции предполагалась точка в 1300 км южнее Кейптауна, ЮАР. Однако ошибка в расчётах в пределах 4 % и тот факт, что станция разрушалась медленнее, чем предполагалось, привели к смещению точки падения несгоревших обломков: часть из них упала в западной Австралии южнее города Перт. Некоторые обломки были обнаружены между городами Эсперанс и Роулинна и сейчас экспонируются в музеях.

## Линейка событий
В этом разделе в таблице кратко описана последовательность всех событий стыковки/расстыковки орбитальной станции «Скайлэб» с космическими кораблями.
Всего в таблице присутствует 10 событий. Соответственно орбитальная станция «Скайлэб» находилась на орбите в 9 промежуточных состояниях. Эти состояния делятся на две группы (второй стыковочный узел не использовался):
1) орбитальная станция «Скайлэб» не состыкована ни с одним космическим кораблём (зелёный цвет в таблице) — 5 состояний;
2) орбитальная станция «Скайлэб» состыкована с одним космическим кораблем (жёлтый цвет в таблице) — 4 состояния.
| №                                                   | Дата       | Действие                                                                            | Корабль                         | Экипаж                |
| 1                                                   | 1973-05-14 | Запуск                                                                              | «Скайлэб» (орбитальная станция) | —                     |
| Состояние на орбите: станция «Скайлэб»: без экипажа |            |                                                                                     |                                 |                       |
| 1-й экипаж                                          |            |                                                                                     |                                 |                       |
| 2                                                   | 1973-05-25 | Стыковка                                                                            | «Скайлэб-2» (1-й пилотируемый)  | Конрад, Вейтц, Кервин |
|                                                     |            | Состояние на орбите: комплекс «Скайлэб»-«Скайлэб-2»: экипаж на станцию не переходил |                                 |                       |
| 3                                                   | 1973-05-25 | Расстыковка                                                                         | «Скайлэб-2» (1-й пилотируемый)  | Конрад, Вейтц, Кервин |
| Состояние на орбите: станция «Скайлэб»: без экипажа |            |                                                                                     |                                 |                       |
| 4                                                   | 1973-05-26 | Стыковка                                                                            | «Скайлэб-2» (1-й пилотируемый)  | Конрад, Вейтц, Кервин |
|                                                     |            | Состояние на орбите: комплекс «Скайлэб»-«Скайлэб-2»: экипаж Конрад, Вейтц, Кервин   |                                 |                       |
| 5                                                   | 1973-06-22 | Расстыковка                                                                         | «Скайлэб-2» (1-й пилотируемый)  | Конрад, Вейтц, Кервин |
| Состояние на орбите: станция «Скайлэб»: без экипажа |            |                                                                                     |                                 |                       |
| 2-й экипаж                                          |            |                                                                                     |                                 |                       |
| 6                                                   | 1973-07-28 | Стыковка                                                                            | «Скайлэб-3» (2-й пилотируемый)  | Бин, Лаусма, Гэрриот  |
|                                                     |            | Состояние на орбите: комплекс «Скайлэб»-«Скайлэб-3»: экипаж Бин, Лаусма, Гэрриот    |                                 |                       |
| 7                                                   | 1973-09-25 | Расстыковка                                                                         | «Скайлэб-3» (2-й пилотируемый)  | Бин, Лаусма, Гэрриот  |
| Состояние на орбите: станция «Скайлэб»: без экипажа |            |                                                                                     |                                 |                       |
| 3-й экипаж                                          |            |                                                                                     |                                 |                       |
| 8                                                   | 1973-11-16 | Стыковка                                                                            | «Скайлэб-4» (3-й пилотируемый)  | Карр, Поуг, Гибсон    |
|                                                     |            | Состояние на орбите: комплекс «Скайлэб»-«Скайлэб-3»: экипаж Карр, Поуг, Гибсон      |                                 |                       |
| 9                                                   | 1974-02-08 | Расстыковка                                                                         | «Скайлэб-4» (3-й пилотируемый)  | Карр, Поуг, Гибсон    |
| Состояние на орбите: станция «Скайлэб»: без экипажа |            |                                                                                     |                                 |                       |
| 10                                                  | 1979-07-11 | Окончание существования                                                             | «Скайлэб» (орбитальная станция) | —                     |